# Gamal Abdel Naser
Gamal Abdel Naser (arapski جمال عبد الناصر , Jamāl ‘Abd an-Nāṣir, Egipatski arapski جمال عبد الناصر, Gamāl ‘Abd el-Nāṣir, često trensliterirano kao i Jamal Abd al-Naser, Jamal Abd an-Nasser) (Aleksandrija, 15. siječnja 1918. – Kairo, 28. rujna 1970.), drugi predsjednik Egipta od 23. lipnja 1956. do smrti 1970. godine.
Interes za politiku i aktivizam stekao je još u školskoj dobi, a vrlo brzo se pridružio vojsci. Iako nije vidio previše borbe, bio je jedan od glavnih urotnika za ideju eliminiranja britanske vlasti u Egiptu uz pomoć Sila Osovine. Nakon rata je postao predavač na vojnoj akademiji, iako nije imao ni dana borbe. 
Bio je vođa Egipatske revolucije 1952. godine kojom je svrgnut kralj Faruk I. i koja je nagovijestila novo razdoblje egipatske industrijalizacija, zajedno s napretkom arapskog nacionalizma. Uz Muhammada Nadžiba bio je jedan od idejnih vođa revolucije, a kasnije je iskoristio svoje govorničke i političke sposobnosti kako bi istog svrgnuo s vlasti i stavio u kućni pritvor. Zajedno s Titom i Nehruom odigrao je važnu ulogu u osnivanju Pokreta nesvrstanih 1955. godine (potpisivanjem Brijunske deklaracije), kao i Palestinske oslobodilačke organizacije 1964. godine. Uvelike je poboljšao unutarnje stanje u Egiptu, započeo industrijalizaciju, a i važan je zbog izgradnje Asuanske brane. 
Naser se smatra jednom od ključnih osoba moderne arapske povijesti, kao i pokreta nesvrstanih. Poznat je po svojoj arapsko-nacionalističkoj i antikolonijalističkoj vanjskoj politici. Panarapska ideologija nazvana po njemu, naserizam, dobila je puno sljedbenika u Arapskome svijetu tijekom 1950-ih i 1960-ih godina. Nasera mnogi i dalje u arapskom svijetu gledaju kao simbol arapske slobode i digniteta.

## Rani život
Gamal Abdel Naser rođen je 15. siječnja 1918. godine u egipatskom gradu Aleksandriji kao sin poštara, s Asyutskim korijenima. Za politiku se prvi put interesirao s 11 godina kada je pohađao aleksandrijsku sekundarnu školu Ras el Tin.  Na svoju prvu političku demontraciju išao je dok je još bio "školarac". Tijekom demontracije, Naser je "udaren policijskom palicom poslije lica". Nakon toga je uhićen i odveden u zatvor.
Naserov politički angažman trajao je kroz njegovo cijelo školovanje, a tijekom njegove zadnje godine u srednjoj školi, Naser je "u školi ukupno proveo samo 45 dana". U tom istom periodu, 1935. – 1936. godine, Naser je izabran za predsjednika Komiteta učenika Kaira zainteresiranih za političku reformu. Tada je, u ožujku 1937. godine, Naser primljen na Egipatsku vojnu akademiju, te je privremeno odgodio svoj politički život kako bi postao vojni časnik.

## Vojna karijera
Godine 1939., nakon što je diplomirao na akademiji i regrutiran u vojsku, Naser je sa svojim prijateljem dobovoljno otišao u Siriju, te je tamo stigao malo prije početka Drugog svjetskog rata. Naser i Anvar el-Sadat, još jedan prijatelj i politički saveznik, su kontaktirali agente Sila Osovine, naročito talijanske agente, kako bi paralelno s taljanskom ofenzivom na Egipat izveli puč u kojem bi protjerali britansku vlast iz Egipta, no taj plan nikad nije izveden. Tijekom rata, Naser je počeo osnivati grupu mladih vojnika koji su dijelili isto mišljenje kao i on kako bi ga podržali u nekom obliku revolucije.
Po završetku Drugog svjetskog rata, Naser nije imao nikakvog borbenog iskustva, te nikad nije bio stacioniran na pravom bojištu. Naser je borbeno iskustvo dobio tijekom Prvog Arapsko-izraelskog rata 1948. godine, Fallujskog džepa i na drugim bojištima. Nakon Drugog svjetskog rata, osigurao je sebi poziciju instruktora na Vojnoj akademiji u Kairu. U sljedećih nekoliko godina, Naser je okupljao vojnike željne političkih reformi i skupljao nove članove. Nakon 1949. godine, grupa je adaptirala ime "Slobodni časnici" i "govorila je o... slobodi i restauraciji slobode i digniteta njihove države".

## Revolucija
Do 1952. godine "Egipat je bio spreman za revoluciju". Naser i Slobodni časnici su iskoristili tu situaciju kako bi dana 23. lipnja 1952. godine izveli puč. Te noći, Slobodni časnici su preuzeli sve vladine zgrade, radio postaje, policijske stanice i vojna središta u Kairu pod svoju kontrolu. Puč je postavio generala Muhammada Nadžiba, heroja iz Arapsko-izraelskog rata 1948. godine, za predsjednika. U jednom jako dobrom potezu, novopostavljena vlada je osigurala Britaniji da će poštovati britanske državljane i posjede u Egiptu, time umanjivši prilike za intervenciju tijekom puča. Naser i njegovi sljedbenici su se poklonili američkom pritisku te su svrgnutom kralju Faruku I. i njegovoj obitelji dopustili da "napuste Egipat neozlijeđeni i 'časno'"
Nakon osvajanja moći, Naser i Slobodni časnici nisu bili zainteresirani za obavljanje dnevnih administrativnih poslova vlade. No, Slobodni časnici su svu moć dali Aliju Maheru, dugogodišnjem političkom špijunu, koga su postavili za premijera. Slobodni časnici su tada osnovali Egipatsko revolucionarno zapovjedno vijeće, koja je držalo pravu moć u Egiptu, a na čelu mu je bio Nadžib, dok je Naser bio potpredsjednik. No, Revolucionarno vijeće ja zapravo imalo snažne ideološke ideje, te je Maher bio prisiljen dati ostavku 7. rujna 1952. godine jer nije želio prihvatiti zakone o agrarnoj reformi koje je predložilo Vijeće. U to vrijeme, Nadžib je preuzeo potpuno vodstvo kao novi premijer.

## Sukob s Nadžibom
U lipnju 1953. godine, s reformom zemlje u punom tijeku, Muhammad Nadžib je proglasio službeno ukidanje monarhije te se proglasio prvim predsjednikom Republike Egipat. Nakon uspostavljanja republike, Naser i Nadžib su sve češće dolazili u sukobe. Ti sukobi su kulminirali Nadžibovom ostavkom 23. veljače 1954. godine i s mjesta predsjednika i mjesta premijera. Revolucionarno vijeće je tada "s veseljem... postavilo Nasera za premijera", no tada nisu postavili nikoga na mjesto predsjednika. Idući potez koje je vijeće napravilo bilo je stavljanje Nadžiba u kućni pritvor, kako bi se osigurali od njegova ponovna dolaska do moći.
Revolucionarno vijeće nije napravilo dobar potez maknuvši Nadžiba s pozicije te su građani počeli demonstrirati da se on ponovo vrati na poziciju. Kao rezultat tih demonstracija, jedna grupa unutar vijeća je zahtijevala da Naser postavi Nadžiba za predsjednika te da nakon toga održi slobodne izbore i za predsjednika i za premijera. Naser je bio prisiljen pristati te je Nadžiba vratio na poziciju predsjednika. Nekoliko dana kasnije, Naser je bio prisiljen dati ostavku na mjesto premijera u Nadžibovu korist, time skroz uništivši svoj put ka vodstvu.

## Vođa Egipta
Iako mu to nije davalo nikakvu permanentnu poziciju, Naser je svoje kratko vrijeme kao premijer iskoristio kako bi "iskorijenio... pronaguibne elemente u vojci", te je tijekom sljedećih 8 mjeseci postepenu skinuo Nadžiba s vlasti. Konačnu, u listopadu 1954. godine, Naser je formalno skinuo Nadžiba s moći i sebe postavio za efektivnog vođu Egipta. Naser je ostao na vlasti u Egiptu sljedećih 15 godina bez ikakvih većih protesta protiv njegove vlasti unutar Egipta.
Naserovo mjesto na egipatskoj sceni je osigurano nakon neuspjelog pokušaja atentata na njega 26. listopada 1954. godine i njegovog odbijajućeg odgovora odmah nakon događaja. Tijekom govora na Trgu Manshia u Aleksandriji na Nasera je započeta paljba. Neozlijeđen, Naser je vičući počeo odbijati vrisku publike. Ovaj događaj označio je kraj Nadžibove ere jer je optužen za suradnju s Muslimanskim bratstvom koje je optuženo za neuspjeli pokušaj atentata. Ubrzo nakon toga, mnogi članovi bratstva su okupljeni, Mahmud Abdul Latif je proglašen krivim, a bratstvo je sasvim razbijeno. Kasnije je bilo špekulacija da su Naser i njegovi pomoćnici inscnenirali pokušaj atentata kako bi došli na vlast. Neki tvrde da je Naser držao Nadžiba u kućnom pritvoru godinama jer je sumnjao u njegovu lojalnost prema njemu i njegovim pomoćnicima. Zbog sumnji da bi se mogao ujediniti s Britancima, Nadžib je u kućnom pritvoru proboravio i tijekom Sadatovog režima, a pušten je tek na početku Mubarakovog režima.

## Domaća politika

### Nova konstitucija
Priča o novoj egipatskoj konstituciji potvrdila je ovaj pogled. Nova povelja koja je najavljena 16. siječnja bio je vladin drugi pokušaj da zamjeni arbitarsku vladu s konstitucionalnom vladom. Prijašnja preliminarna konstitucija, koju su bili podržali iskusni pravnici i drugi stručnjaci, je bila odbila vlada. Zamjenska inačica tiskana u siječnju uvelike jača moć predsjednika države i cijenu legislature. Navodno, vrhovni izvršitelj birao se na razdoblje od 6 godina i mogao se ponovno izabrati. Nominiran bi bio jednostavno ako dobije većinu u Nacionalnoj skupštini, a izabran glasovanjem građana. Kao dio svoje izvršne moći, ima moć da raspusti Skupštinu, kao i da predlaže, prihvaća i stavlja veto na nove zakone. Njegov veto može biti pobijen samo dvotrećinskom većinom legislature.
Nova konstitucija predviđa slobodne demokratske izbore. No, stare političke stranke su raspuštene, a osnivanje novih je zabranjeno. Kandidati za prvi petogodišnji mandat u Nacionalnoj skupštini su birani ekskluzivno s liste jedine stranke, Liberacijskog skupa, danas znana kao Nacionalna unija, koju su kontrolirali Naserovi službenici. Konstitucija nominalno štiti građana od arbitarnog uhićenja, no 1956. godine, ministar unutarnjih poslova dobio je ovlasti da u desetogodišnjem periodu uhiti bilo koga tko je optužen za kontrarevolucionarne aktivnosti te da naredi njegovu zabranu na administrativnoj diskreciji. Sloboda govora i tiska je zagarantirana novom poveljom, a 19. lipnja Naser je objavio da je stanje ženidbenog zakona koje je postavljeno na početku revolucije završilo, te da je skinuta cenzura s novina. No, egipatske publikacije je i dalje bila strogo kontrolirala vlada. Novinske veze slane izvan države morale su proći kroz ured za cenzuru te su pregledavane za nepovoljne vijesti. Nova egipatska konstitucija je u svojim uvodnim objavama kao svoje ciljeve postavila "eradikaciju imperijalizma, izumiranje feudalizma, uništenje kapitalističkog utjecaja, osnivanje snažne državne vojske, društvene pravde, te čvrstog demokratskog društva". Ona deklarira Egipat kao neovisnu arapsku državu s islamom kao svojom vjerom i arapskim kao svojim jezikom.
Dana 24. lipnja, održani su izbori o usvajanju nove konstitucije, te je ona uvelike prihvaćena. Od oko 22,000.000 stanovnika, njih 5,697,467 su registrirani glasači, a od njih 5,488,225 ili 99,8% je glasalo u korist nove povelje. Samo je 10,045 glasača bilo protiv nje. U to isto vrijeme, premijer Naser je većinom izabran za predsjednika. Za njega je glasovalo 5,496,965 ili 99,9% glasača, te je time (još uvjerljivije nego povelja) došao na poziciju predsjednika. Oni koji su svoj glasački listić označili crvenim krugom su bili za Naserovo postavljanje za predsjednika. Novi glasački zakon, donesen u ožujku, učinio je glasovanje za sve muškarce obaveznim, dok je ženama dao izbor hoće li glasovati ili ne. No, samo je 150.000 Egipćanki izašlo na birališta. Novi glasački zakon je time jako malo poboljšao situaciju žena u javnom i privatnom životu, do danas, je njihov status bio malo vrijedniji od statusa pokretnina. 
Par dana nakon izbora za predsjednika Naser je obnovio svoj kabinet te je nekoliko vojnih vođa zamijenio civilnim. Tom prilikom je on svojih 8 najbližih vojnih suradnika nagradio Velikom lentom Reda Nila, najvišom egipatskom nagradom.

### Rastuća oporba
Oporba Naserovom režimu unutar Egipta najveća je bila tijekom perioda između 1962. i 1967. godine. Ekonomski pad tijekom Naserovih zadnjih godina na vlasti te suzbijanje političke oporbe učinilo ga je nepopularnim među učenima i učenicima Al-Azhar sveučilišta. Naser je državu pretvorio u policijsku državu. Mnogi oporbenjaci su bili zatvoreni ili ubijeni. Ni danas se ne zna točan broj žrtava koje su ubile državne službe tijekom Naserovih 16 godina na vlasti. Tisuće Egipćana je bilo prisiljeno pobjeći iz zemlje kako bi pobjeglo od njegova režima. Dva velika imama Al-Azhara su bila prisiljena dati ostavku zbog oporbe režimu. Naser je 1961. godine izdao novi Al-Azhar zakon, kojim je ograničio moć imama s Al-Azhara i vladi dao moć da bira velike imame na sveučilištu, a ne učenicima. 
Godine 1969., nakon što je grupa reformatora i kritičara autoritativnog režima pobijedila na izborima za Egipatski klub sudaca, direkti izazov koji je postavio sudski sustav pokazao se netolerantnim za Naserov režim. Naser je napravio niz mjera koje su danas poznate kao "masakar sudstva", uključujući i otpuštanje stotine sudaca.

### Ekonomija
Egipatskom ekonomijom dominirao je privatni kapital sve do revolucije 1952. godine, kada je republika zamijenila monarhiju. Nova vlada počela je reorganizirati ekonomiju u skladu sa socijalizmom već pri kraju 1950-ih godina. Država je igrala veliku ulogu u ekonomskom razvoju kroz svoje nadgledanje agrikulturalnog sekotra nakon reformi 1952. i 1961. godine. Ove reforme su ograničile površinu zemlje koju je individualac ili jedna obitelj mogla imati. Već na početku 1960-ih godina, vlada je komercijalizirala velik dio industrijskog, financijskog i komercijalnog sektora ekonomije. 
Egipatska industrija je tijekom Naserova mandata napravila velik napredak. Kapitalne investicije u industriji i rudarstvu su se znatno povećale. Nacionalno produkcijsko vijeće je ekvivalent od 36,700.000 dolara u 1954./1955. godine i 55,100.000 dolara u 1955./1956. godine odvojilo za električnu energiju, industriju i rudarstvo. Privatne lokalne investicije, kako govore izvještaji Federacije egipatskih industrija, su se povećale s 8,500.000 dolara 1953. godine, na 18,000.000 dolara 1954. godine. Strane investicije su dosegnule svotu od 2,000.000 dolara 1954. godine, uključujući i 1,800.000 dolara iz petrolejske industrije.
Dogodio se znatan rast u industrijskoj produkciji. Iskorištavanje električne energije povećalo se s 978,000.000 kW 1952. godine na 1,339,000.000 kW 1954. godine. Proizvodnja pamučnih pređa povećala se s 49,200 na 64,400 tona, a prozivodnja pamučnog materijala sa 157,800.000 na 240,900.000 metara. Proizvodnja cementa dosegla je rekordnu količinu od 1,500.000 tona.
Tijekom 1950-ih godina, nekoliko projekta za energiju su bili u izgradnji. Ukupna cijena tih projekata pricijenjena je na 166,000.000 dolara. Elektrana Talkha ima kapacitet od 42,500 kW i opskrbljava sjevernu regiju. Elektrana Sjeverni Kairo imala je kapacitet od 60.000 kW. Elektrana Južni Kairo bi po planu trebala imati kapacitet od 120 MW. Termoelektrana u El Tabinneu je planirana, s kapacitetom od 45 MW. Nastavljena je i konstrukcija hidroelektričnog projeka koji bi kapacitet Ausanske brane povećao na 345 MW.

#### Reforma zemlje
Financijski problemi su znatno odužili mnogo publiciziranu reformu zemlje koja je bila glavni dio društvenog programa predsjednika Nasera. Reforma zemlje, kako je službeno objavilo Revolucionarno vijeće 1952. godine, je predlagala dvije osnovne točke za poboljšanje prihoda egipatskog seljaka:
1. dramatično sniženje agrikulturalnih renta
2. zapljena svih imanja čija je površina između 200 feddâna (1 feddân = 1.038 akera)

Do kraja 1955. godine, od ukupno 567.000 feddâna zemlje u pitanju, 415.000 feddâna je zaplijenila vlada. No, samo mali dio ove zemlje dat je manjim zamljoposjednicima, dok je većinu zadržala vlada. Do kraja 1955. godine, 261.000 feddâna je dano iz vladine rezerve. K tome, još 92.000 feddâna je prodalo manjih i većih zemljoposjednika odmah nakon zahtjeva. Vlada je pokušala organizirati prednosti plana u kooperativama i pokušala je nastaviti popravak postojećih polja i vodovodnog sustava. Reforma zemlje koju je pokrenulo Vijeće dala je velike prednosti egipatskim seljacima. Jedan egipatski izvor govori da su farmeri uduplali svoj prihod, te da je postavljanje limita za iznajmljivanje smanjilo ukupni iznos cijene iznajmljivanja za 196,000.000 dolara.

## Vanjska politika

### Pokret nesvrstanih
Jedan jako važan potez u Naserovoj vanjskoj politici, ali i za svjetski mir, je stvaranje Pokreta nesvrstanih. Naser se 1956. godine na Brijunima sastao s Josipom Brozom Titom, predsjednikom Socijalističke Federativne Republike Jugoslavije i Džavaharlalom Nehruom, indijskim premijerom. Troje svjetskih vođa dogovarali su i finalizirali ideju o nastanku trećeg "bloka" (uz Varšavski pakt i NATO), koja je već 1955. godine dogovorena uz prisutnost još dvaju svjetskih vođa - Sukarna, predsjednika Indonezije i Kwamea Nkrumaha, predsjednika Gane.
Trojica vođa su 19. srpnja 1956. godine, tijekom sastanka, potpisali dokument znan kao Brijunska izjava, kojim je službeno nastao Pokret nesvrstanih. Pokret danas ima 120 zemalja članica, uglavnom iz tzv. Trećeg svijeta, no slomom komunizma 1990-ih godina, te priključenjem nekih europskih država Europskoj uniji, Pokret je izgubio nekoliko članica. 
Naser je, nakon Tita, odslužio poziciju vođe Pokreta, tzv. Generalnog tajnika Pokreta nesvrstanih koju je obnašao od 1964. do 1970. godine. Tijekom Naserovog mandata kao Glavni tajnik, u Kairu je od 5. i 10. listopada 1964. godine održana druga konferencija zemalja Pokreta nesvrstanih. 
Ovo je najznačajniji potez koji je Naser napravio tijekom svog mandata, te je po mnogim povjesničarima Naser, baš zbog sudjelovanja u razvoju Pokreta, smatran jednim od najboljih političara XX. stoljeća.

### Odnos sa Sovjetskim Savezom
Sueska kriza je Egipat dovela u bolje osnose sa Sovjetskim Savezom. Kao znak dobrih odnosa, SSSR je obećao platiti oko trećinu cijene za gradnju Asuanske visoke brane i poslati 400 radnika koji bi pomogli u gradnji. Izgradnja brane započeta je 1. siječnja 1960. godine, a dovršena je 1970. godine. Njezin rezervoar nazvan je jezero Naser, u čast predsjednika. Kako se i pretposavljalo, brana je proizvodila znantu količinu energije, 2,1 gigavata, te i danas stoji.
Asuanska brana nije bila jedini rezultat dobrih odnosa SSSR-a i Egipta. Zbog utjecaja SSSR-a i domaćih faktora, Naser je počeo voditi Egipat u socijalistički ekonomski sustav, sličan onom koji je opisivao marksizam-lenjinizam. Do 1962. godine, taj prelazak oveo je do toga da vlada posjeduje minimalno 51% svakog biznisa u zemlji. Tijekom svog službenog posjeta Egiptu koji je trajao od 9. do 26. svibnja 1964. godine, Nikita Hruščov je Nasera odlikovao medaljama Lenjinovog reda i Heroja Sovjetskog Saveza.
Većina povjesničara slaže se da Egipat pod Naserovim režimom nikad nije u potpunoti dosegao socijalizam, a pod Naserovim nasljednikom, Anwarom el-Sadatom, Egipat se vraćao prema čvršćem kapitalističkom sistemu.

### Sueski kanal
Malo prije potpunog preuzimanja vlasti, Naser je potpisao sporazum s Britanijom koji je osigurao povlačenje britanskih trupa iz zone Sueskog kanala, no mala skupina civilnih časnika mogla je ostati. Sporazum je konačno dao Egiptu potpunu neovisnost, te je prekinuo tenzije između Britanije i Egipta. Nedugo nakon sporazuma s Britancima, Naser je dobio 40 milijuna dolara financijske pomoći za ekonomski razvoj od Britanaca i Amerikanaca.
Sljedeće, 1955. godine Amerikanci su obećali još 56 milijuna, te 200 milijuna kroz World Bank, dolara za izgradnju Asuanske visoke brane, koju su Naser i njegovi saveznici planirali odmah nakon revolucije. Planirana brana stvorila bi najveće jezero stvoreno ljudskim rukama, generirala bi električnu energiju za velik dio Egipta, davala bi vodu za navodnjavanje i kontorlirala bi plavljenje rijeke Nil. U rujnu 1955. godine, Naser je šokirao zapad potpisavši oružani pakt s Čehoslovačkom, državom Istočnog bloka. No, u srpnju 1956. godine Zapadne snage povlače svoju financijsku pomoć, zbog ugovora sa SSSR-om, te tako prisiljavaju Nasera da traži alternativne metode kako bi financirao gradnju brane. Dana 26. srpnja, kao dio plana za dobivanje novca za izgradnju brane, kao moćni podsjetnik Zapadu da će Egipat učiniti kako su željeli, Naser započinje nacionalizaciju Sueskog kanala.
Naser je znao da će nacionalizacija kanala uvelike isprovocirati Zapad, naročito Britaniju i Francusku koje su imale veliki udio u kanalu. No, Naser je vjerovao da Britanija neće moći vojno intervenirati barem 2 mjeseca nakon objave, a izraelsku intervenciju proglasio je "nemogućom". Na početku listopada, Vijeće sigurnosti UN-a sastalo se po pitanju Sueskog kanala i donijelo rezoluciju kojom je priznalo egipatsku kontrolu kanala, ali samo dok on dopušta plovidbu stranim brodovima kroz njega. Nakon sporazuma, "Naser je procijenio da se opasnost od invazije spustila na 10%".
Francuska je tajno pristupila Britaniji i Izraelu s planom o osvajanju kanala. Plan je bio da Izrael konačno uzvrati napadima što ih je naređivao Egipat preko Pojasa Gaze. Izraelci su trebali osvojiti poluotok Sinaj, a onda bi britanske i francuske snage krenule u intervenciju kao neutralne i ponovo zauzele kanal. Dana 29. listopada, izraelske snage došle su na Sinaj, a 31. listopada, Britanci i Francuzi su ušli u zonu kanala. No, predsjednik Eisenhower, koji je bio ljut jer nije ništao znao o tajnom planu, zahtijevao je od tri zemlje da povuku svoje vojne snage. Dana 5. studenog 1956. godine, Sovjetski Savez je izdao ultimatum u kojem zehtjeva povlačenje svih stranih jedinica iz Egipta. Sve tri zemlje su pristale, i to nakon što je SAD "stjerao Britaniju u kut" zaprijetivši destabilizacijom britanske ekonomije i postpunim odstranjivanjem njezinih sila, time završivši događaj koji je znan kao Sueska kriza. Naser je proglašen herojem i pobjednikom, te je time uzdigao svoj status kao vođa Arapskog svijeta.

### Jemenski rat i Šestodnevni rat
Naser je promjenu režima u Jemenu tražio još od 1957. godine. Vidjevši priliku, privi korak ka ostvarivanju svog cilja napravio je u siječnju 1962. godine davši Pokretu slobodnog Jemena uredski prostor, financijsku potporu i termin za radio emisiju. Naser je vidio prilike u Jemenu da izgladi račune s plemićkom obitelji Saudi, za koju je Naser mislio da je omalovažavala egipatsku uniju sa Sirijom. Veleposlanik Ahmed Abu-Zeid, koji je obnašao dužnost egipatskog veleposlanika u Jemenu od 1957. do 1961. godine, upozorio je egipatske dužnosnike da su jemenska plemena teško zadovoljiva i da nemaju nikakav osjećaj lojalnosti i nacionalizma. Veleposlanik je bio protiv slanja vojne potpore, nego je govorio da se Pokretu slobonog Jemena šalje samo novac i oprema. Abu-Zeid je također upozorio da će Saudijevi poplaviti Jemen novcem kako bi se borili protiv egipaskog prisustva i preokrenuli revoluciju u korist Saudijske Arabije. Naser je odbacio Abu-Zeidove ideje te je čvrsto stajao pri ideji da arapski nacionalistički pokret u Jemenu treba zaštititi egipatskom vojnom silom.
Naser je bio uvjeren da će regiment egipatskih specijalnih postrojbi i krilo bombaša osigurati jemenskim republikancima coup d' etat. Već u roku od tri mjeseca nakon slanja trupa u Jemen, Naser je shvatio da će kod ove situacije trebati veći angažman. Na početku 1963. godine, Naser je započeo četverogodišnju zadatak izvođenja egipatskih trupa u Jemen, koristeći neuspješni mehanizam, samo kako bi pridobio više trupa. Nešto manje od 5.000 vojnika je preseljeno u listopadu 1962. godine. Samo dva mjeseca kasnije, Egipat je imao već 15.000 redovitih vojnika u Jemenu. Do kraja 1963. godine broj je narastao do 36.000, a već 1964. godine bilo je 50.000 egipatskih vojnika u Jemenu. Sredina 1965. godine bio je vrhunac, u Jemenu se tada nalazilo 55.000 egipatskih vojnika. Egipat je u Jemenskom ratu platio veliku cijenu, te je pretrpio jako velike gubitke.
Nakon što je SSSR informirao Nasera o izraelskim planovima za napad na Siriju, Naser je, pod pritiskom arapskog svijeta, iskoristio situaciju kako bi uzdigao svoju padajuću popularnost. Predvidio je remilitarizaciju poluotoka Sinaj i zahtijevao da UNEF evakuira Sinaj, zahtjev koji je Glavni tajnik UN-a U Thant prihvatio. Naser je tada započeo remilitarizaciju Sinaja. Dana 23. svibnja, zatvorio je Tiranski tjesnac, na koji je Izrael dobio pristup 1956. godine, za izraelske brodove, blokirajući time izraelsku luku Eilat i sjeverni dio Akapskog zaljeva, jedini izraelski pristup Indijskom oceanu. Izrael je to zatvaranje smatrao kao casus belli.
Tijekom tog perioda, Naser je kontinuirano iznosio svoju namjeru da napadne Izrael, te je izjavio da bi ga ostale arapske zemlje trebale poduprijeti. Izrael je na iminintni napad odgovorio prije svih i to događajem koji je znan kao Šestodnevni rat. Prvi val izraelskog napada uništio je većinu egipatskih zračnih snaga na zemlji. Abdel Hakim Amer, ministar obrane Egipta, izdao je odredbu o povlačenju, što je bila katastrofa za egipatske trupe. Većina egipatskih gubitaka bilo je baš tijekom tog povlačenja. Poraz u Šestodnevnom ratu predstavljao je jedan od najsramotnijih političkih poraza u egipatskoj povijesti i tada najveću sramotu za egipatsko vodstvo i narod. Abdel Hakim Amer je pokušao svrgnuti Nasera s vlasti u puču nekoliko dana nakon poraza u ratu, no nije mu uspjelo te je bio prisiljen počiniti samoubojstvo trovanjem.

## Arapski vođa
Sa svojom retorikom i sueskim uspjehom, Naser je postao jedan od vođa Arapskog svijeta, inspirirajući naserističke političke stranke posvećene afričkom jedinstvu. Mnogi su Nasera vidjeli kao vođu Arapskog svijeta, koji predstavlja novu, prkosnu eru u arapskoj politici.
Naserova politika često je povezivana s panarabizmom, koji je promovirao agresivne postupke arapskih zemalja protiv "imperijalističkog" Zapada, te je nalagao da se resursi arapskih zemalja iskorištavaju za boljitak Arapskog svijeta, a ne Zapada. Naser je 1967. godine, u jednom govoru, rekao:
»Mnogo možemo postići arapskom akcijom, koja je glavni dio naše borbe. Moramo razviti i unaprijediti naše države da izdržimo izazove naših neprijatelja.«
Godine 1958., sirijski vojni i civilni vođe su zahtijevali spajanje država Sirije i Egipta. Uvelike iznenađen ponudom i nesiguran u to je li pravo vrijeme, Naser je ipak pristao te je stvorena država znana kao Ujedinjena Arapska Republika. Mnogi su na to gledali kao prvi korak u stvaranju jedne panarapske države. Bilo je i pokušaja da se u zajednicu uključi i Jemen. No, UAR nije bila uspjeh. U Siriji, egpatski birokrati i časnici su se ponašali dikatorski, a brzo razvijena tajna policija je suzbijala svaki oblik oporbe uključujući i Muslimansko bratsvo i SKP. U međuvremenu, sirijska buržoazija nije dobila pristup egipatskom tržištu kojem se nadala. Nezadovoljstvo među sirijskom buržoazijom i časnicima dovelo je do sekcesionističkog zauzimanja Damaska i raspada UAR-a 1961. godine, iako je Egipat nastavio s korištenjem tog imena do 1971. godine. Egipatska intervencija u Jemenu dovela je do krvavog građanskog rata u toj državi.

## Ostavka i posljedice
Sramotni poraz u Šestodnevnom ratu je bio toliko uznemirujuć da je izazvao domaću političku reakciju. Popodne 9. lipnja 1967. godine, Naserova izjava o ostavci uživo je prenošena na egipatskoj televiziji i radiju, a Naser je u njoj poziciju predsjednika prepustio tadašnjem potpredsjedniku Zakariji Mohiedinu:
»Napravio sam odluku kojom tražim vašu pomoć. Odlučio sam se povući potpuno i konačno s bilo koje pozicije i političke uloge, te se vratiti rangu masa, obavljajući svoju dužnost u centru, među ljudima. Ovo je vrijeme za akciju, ne za tugovanje... Cijelo moje srce je s vama, i dajte da su vaša s mnom. Neka Bog bude s nama - nada, svijetlo i vodstvo u našim srcima.«
Nedugo nakon emitiranja izjave, na ulicama diljem Egipta, ali i cijelog Arapskog svijeta, pojavili su se milijuni ljudi koji su demonstrirali protiv ostavke. Njihovo odbijanje Naserove ostavke izraženo je pomoću uzvika: „Borit ćemo se.“. Kao posljedica toga, Naser je vodio Egipat kroz Rat iscrpljivanja (1968. – 1970.).
Godine 1969., nakon što je grupa reformatora i kritičara autoritativnog režima pobijedila na izborima za Egipatski klub sudaca, direktni izazov koji je postavio sudski sustav pokazao se netolerantnim za Naserov režim. Naser je napravio niz mjera koje su danas poznate kao „masakar sudstva“, uključujući i otpuštanje stotine sudaca.

## Smrt i pogreb
Gamal Abdel Naser preminuo je 28. rujna 1970. godine od posljedica srčanog udara, po završetku sastanka arapskih vođa u Kairu po pitanju Izraela i Crnog rujna u Jordanu. Bolovao je od hemokromatoze, ili brončanog dijabetesa, nasljedne bolesti uzrokovane viškom željeza u organizmu.
Zbog svojih sposobnosti da pobudi nacionalističke strasti, kao dokaz onoga što neki zovu budućnost njegova utjecaja, "muškarci, žene i djeca su plakali i tugovali na ulicama" nakon što su saznali za njegovu smrt. Njegov pogreb, koji je održan 1. listopada, bio je jedan od najvećih u povijesti, s oko 5,000.000 ljudi. Procesija do njegova mjesta pokopa, koja je bila duga 6 milja, započela je od Revolucionarnog zapovjednog vijeća s avionima tipa MIG-21 koji su letljeli iznad procesije. Emocije, koje su uključivale i plakanje reportera koji su uživo prenosili procesiju, su ključale na temperaturi od 80°, te su tisuće ljudi skorz sakrili vojnike koji su nosili lijes pokojnog predsjednika. Taj događaj znan je i kao "ljudska procesija". Anwar el-Sadat, koji je bio međumandatni predsjednik nakon Naserove smrti, službeno je na dužnost predsjednika postavljen 5. listopada.

## Ostavština

### Naserizam
Naserova ostavština je i danas debatirana, čak i u Arapskom svijetu. Za mnoge, on je vođa koji je obnovio svoju državu i ponovo uspostavio arapski ponos unutar i izvan nje. Uz to, mnogi se slažu da je Naser oslobodio Egipat od europskog utjecaja, obnovio ekonomiju kroz svoje agrarne reforme, projekte kao što su Asuanska visoka brana, te svojim pokretima za veću ekonomsku upletenost. No manjina gleda njegovu politiku kao prisilni militarizam koji je Egipat doveo do mnogih poraza, prije nego do mira i stabilnosti. U dodatak tome, Naserovo suzbijanje poltičke oporbe i masivno proširenje policije i sigurnosnih službi rezultiralo je ostavštinom političke represije koju njegovi nasljednici koriste i danas. Naserova uloga u Šestodnevnom ratu, koja je nanijela velike štete arapskim zemljama, malo je umanjila njegovu ostavštinu i umanjila njegov utjecaj na Bliskom Istoku. U posljednjim godinama vladavine, Naser se uvelike oslanjao na pomoći SSSR-a.
No, u drugu ruku, Naserova modernizacija egipatskog posvjetnog sistema - kojom je omogućio obrazovanje svim društvenim slojevima, a njegovo podržavanje umjetnosti, kao što su kazalište, film i glazba, pa i književnost, je viđeno kao pozitivan utjecaj na arapske zemlje u cjelini.
Unatoč svim nedostacima za vrijeme njegove vladavine, generalno mišljenje o Naseru je pozitivno te se smatra dobrim vođom koji je uvelike doprinio u razvoju i stabilnosti svoje zemlje i naroda.

### Asuanska brana
Jedan od najkontroverznijih poteza koji je Naser povukao je izgradnja Asuanske visoke brane i stvaranje eponimnog jezera na jugu zemlje. Izgrađena kako bi proizvodila elektirčnu energiju za tešku industriju i kako bi smanjila šanse za plavljenje rijeke Nil, brana je uništila većinu Nubijskih arheoloških nalazišta (osim onih koje je spasio UNESCO). Također je stvorila velike ekonomske probleme. Velika površina jezera dopušta da se velik dio vode rijeke Nil evaporira u prazno, dok brana blokira da sediment dolazi do delte rijeke. Prema nekim agronomima, agrikulturalna produkivnost doline rijeke Nil je uvelike smanjena. Unatoč tome, brana je pomogla u opskrbljivanju tada rastuće ekonomije elektičnom energijom, te je bila esencijalna u modernizaciji kopnenog Egipta kroz uvođenje elektriciteta. Brana je također spasila Egipat od mnogih poplava koje su harale krajolikom kroz koji je tekla rijeka.

## Obitelj
Naser je bio oženjen Tahiom Kazem, kćeri skromnog Iranca. Zajedno su imali petoro djece (3 sina i 2 kćeri): Halid, Abdel Hakeem, Abdel Hameed, Hoda i Mona.
Njegova starija kći, Hoda Abdel Naser, postala je politička istraživačica i profesorica na sveučilištu u Kairu. Uz njezinu pomoć, mnogi rijetki dokumenti su skupljeni, zabilježeni i izloženi u Bibliotheci Alexandrini, ali i na internetu.

## Djela
Predsjednik Naser je tijekom svog života izdao nekoliko knjiga:
- Sjećanja Gamala Abdela Nasera o Palestinskom ratu 1948. (izdano 1955.)
- Prema slobodi (izdano 1959.)
- Oslobođenje Egipta: Filozofija revolucije (izdano 1955.)

## Pisani izvori
- [1] Abdel-Malekh, Anouar.  Egypt: Military Society.  New York: Random House, 1968.
- [2] “Aswan High Dam”.  Encyclopaedia of the Orient. 1996-2006. 25 March 2005 <http://lexicorient.com/e.o/aswandam.htm  Arhivirana inačica izvorne stranice od 14. svibnja 2007. (Wayback Machine)>
- [3] Copeland, Miles. The Game of Nations. New York: Simon and Schuster, 1969.
- [4] Heikal, Mohamed.  The Cairo Documents: The Inside Story of Nasser and His Relationship with World Leaders, Rebels, and Statesmen.  New York: Doubleday, 1973.
- [5] Egypt’s Judges Step Forward  <http://www.carnegieendowment.org/files/PO17.borwn.FINAL.pdf  Arhivirana inačica izvorne stranice od 13. srpnja 2007. (Wayback Machine)>
- [6] Nutting, Anthony.  Nasser. New York: E.P. Dutton, 1972.
- [7] Stephens, Robert Henry.  Nasser; A Political Biography.  New York: Simon and Schuster, 1972.

## Web izvori i poveznice unutar pisanih izvora
1. ↑  (Nutting, str. 3)
2. ↑  (Stephens, str. 29-31)
3. ↑  (Stephens, str. 32)
4. ↑  (Stephens, str. 31-34)
5. ↑  (Nutting, str. 16)
6. ↑  (Stephens, str. 50-54)
7. ↑  (Nutting, str. 20)
8. ↑  (Stephens, str. 63)
9. ↑  (Stephens, str. 67)
10. ↑  (Heikal, str. 17)
11. ↑  (Heikal, str. 18)
12. ↑  (Nutting, str. 36-37)
13. ↑  (Stephens, str. 108)
14. ↑  (Nutting, str. 38-39)
15. ↑  (Stephens, str. 114)
16. ↑  (Stephens, str. 123-124)
17. ↑  (Nutting, str. 60)
18. ↑  (Nutting, str. 60-61)
19. ↑  (Stephens, str. 125)
20. ↑  (Nutting, str. 61-63)
21. ↑  (Stephens, str. 129)
22. ↑  (Stephens, str. 128-129)
23. ↑  (Copeland, str. 214)
24. 1 2  (“Aswan High Dam”)
25. ↑  (Stephens, str. 299)
26. ↑  (Malek, str. 363-365)
27. ↑  Heroji Sovjetskog Saveza (rus.)
28. ↑  (Malek, str. 367-371)
29. ↑  (Nutting, str. 69-71)
30. ↑  (Stephens, str. 143)
31. ↑  (Nutting, str. 118)
32. ↑  Britannicin članak
33. ↑  (Stephens, str. 170)
34. ↑  (Nutting, str 140-141)
35. 1 2  (Malek, str. 107)
36. ↑  (Heikal, str. 91)
37. ↑  (Heikal, str. 103-104)
38. ↑  (Heikal, str. 105)
39. ↑  http://www.warheroes.ru/hero/hero.asp?Hero_id=2380
40. ↑  (Nutting, str. 475)
41. ↑  (Nutting, str. 476)
42. ↑  Aburish, 2004 str. 313-320
43. ↑  Arhivirana kopija. Inačica izvorne stranice arhivirana 30. srpnja 2019. Pristupljeno 14. srpnja 2007.CS1 održavanje: arhivirana kopija u naslovu (link)

## Vanjske poveznice
- Video Clip analysing why Nasser ordered UN out of Sinai in 1967
- Video Clip analysing unintended consequences of Nasser's action
- Nasser's Challenge by Professor Martin Gilbert
- http://www.nasser.org  Arhivirana inačica izvorne stranice od 30. srpnja 2019. (Wayback Machine) (arapski)
- Video of scenes in Nasser's life